# Městečko
Městečko (Duits: Städtel of Städtel bei Bürglitz) is een Tsjechische gemeente in de regio Midden-Bohemen en maakt deel uit van het district Rakovník, 11 km ten zuidoosten van de stad Rakovník en 1,5 km ten noordwesten van Křivoklát.
Městečko telt 450 inwoners.

## Geografie
Het dorp bestaat uit drie delen:
- Městečko
- Pařeziny
- Požáry

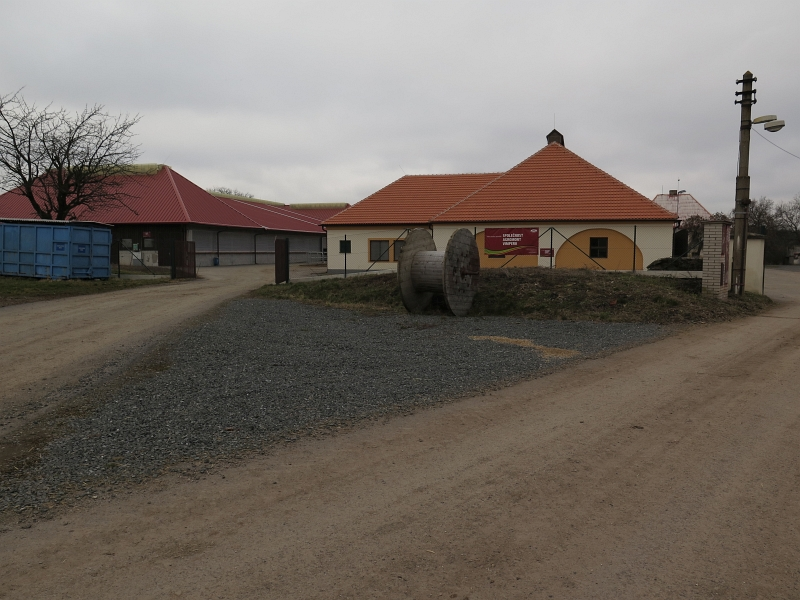
Landgoed Požáry

Městečko is omgeven door water: de Rakovnickýbeek en Ryzavarivier stromen door het dorp en de Trnavabeek ten oosten daarvan. Het dorp is tevens omsloten door de Křivoklát-bossen ten noorden van het dorp, tot aan het bovenste deel van de Klušavadam, en het natuurreservaat Sint Elisabeth. In dit gebied, tussen de weg II/236 en de Lánská obora, liggen tevens het landgoed Požáry en het Pařezinybos.

## Geschiedenis
Het dorp werd voor het eerst vermeld in 1352. Sinds 2003 is het dorp een eigen gemeente binnen het district Rakovník.

## Bezienswaardigheden

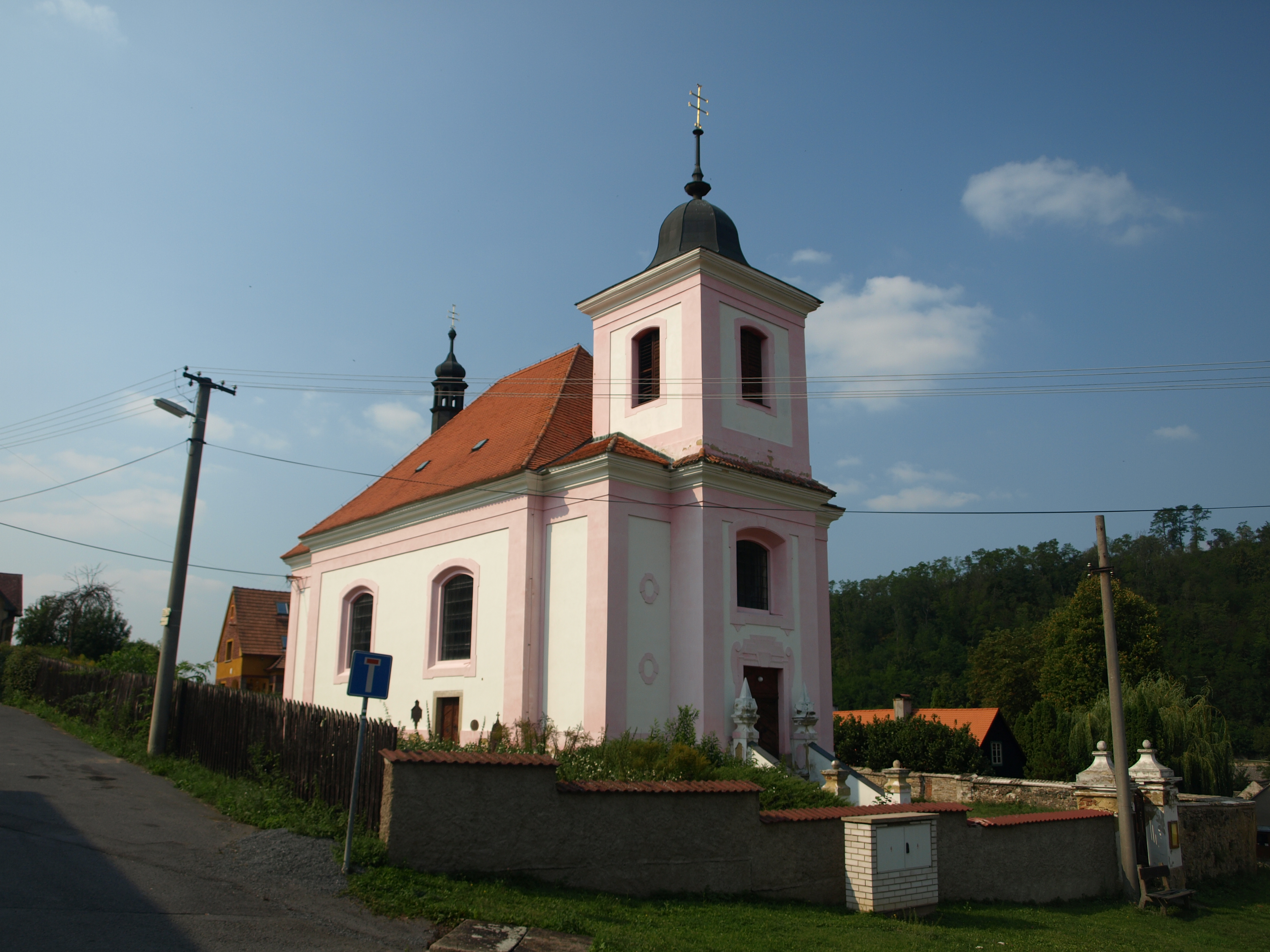
Kerk van Sint Jakobus de Meerdere

- Kerk van Sint Jakobus de Meerdere, ontworpen door architect František Ignác Prée
- Natuurreservaat Sint Elisabeth

## Verkeer en vervoer

### Wegen
De weg II/227 Křivoklát-Rakovník loopt door de gemeente. Ter plaatse heet deze weg Velká Strana.

### Spoorlijnen
Městečko ligt aan spoorlijn 174 Beroun-Rakovník, een enkelsporige lijn die in 1878 werd geopend. Er is een station aan de rand van het dorp, vlak bij de Pod Basoutunnel: Městečko u Křivoklát.
Doordeweeks stoppen er 24 treinen in beide richtingen; in het weekend 20. De treinen rijden onder het lijnnummer S75.

### Buslijnen
Er halteren doordeweeks twee buslijnen in het dorp:
- Buslijn Křivoklát - Nezabudice - Velká Buková - Roztoky (vervoerder: Autobusová dopravy Kohout s. r. o), 3 keer per dag
- Buslijn Rakovník - Nový Dům - Roztoky - Nezabudice (vervoerder: Transdev Střední Čechy), 2 keer per dag

In het weekend rijdt er geen bus door het dorp.

## Galerij

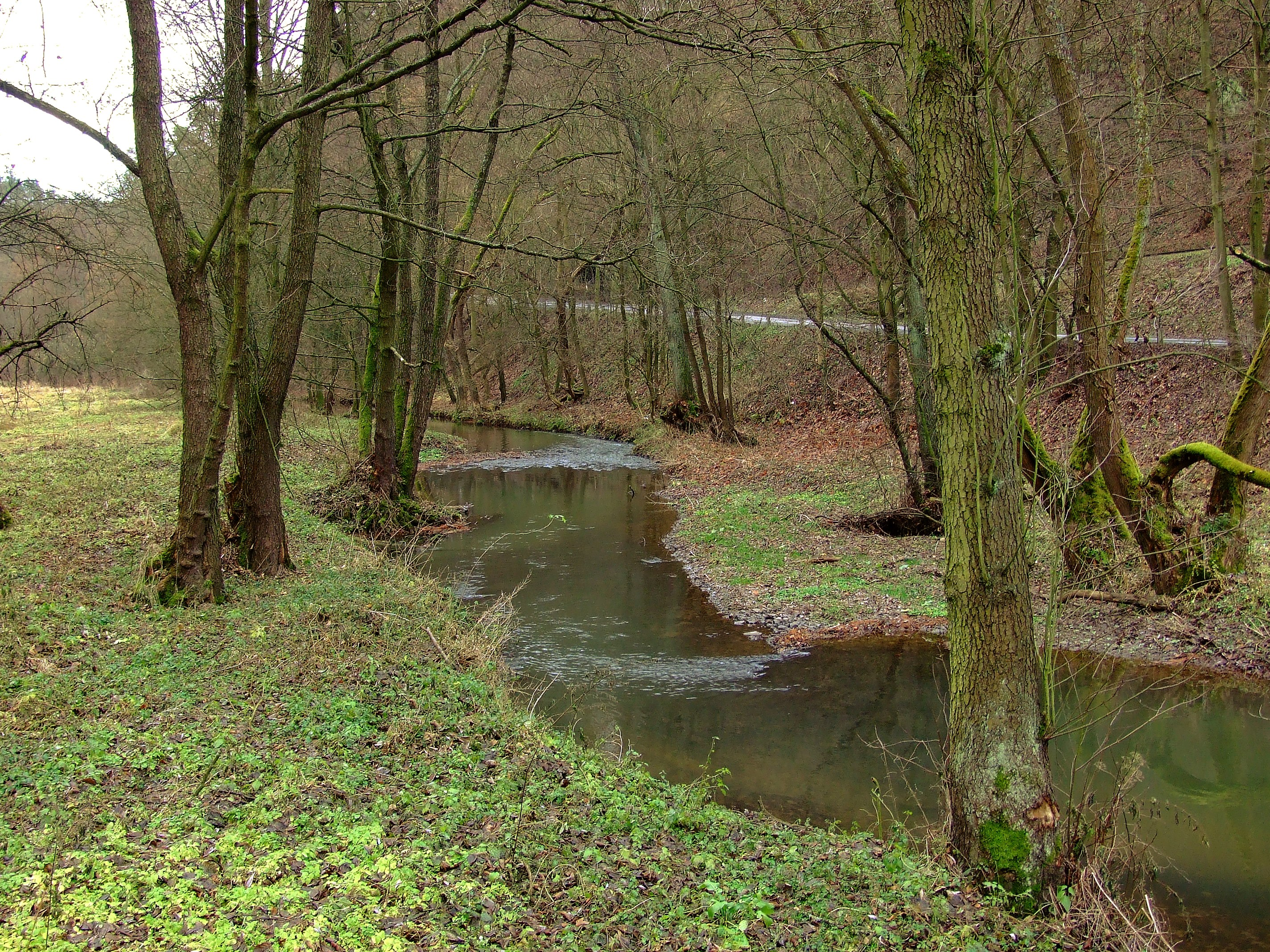
De Rakovnickýbeek, vlak bij het dorp
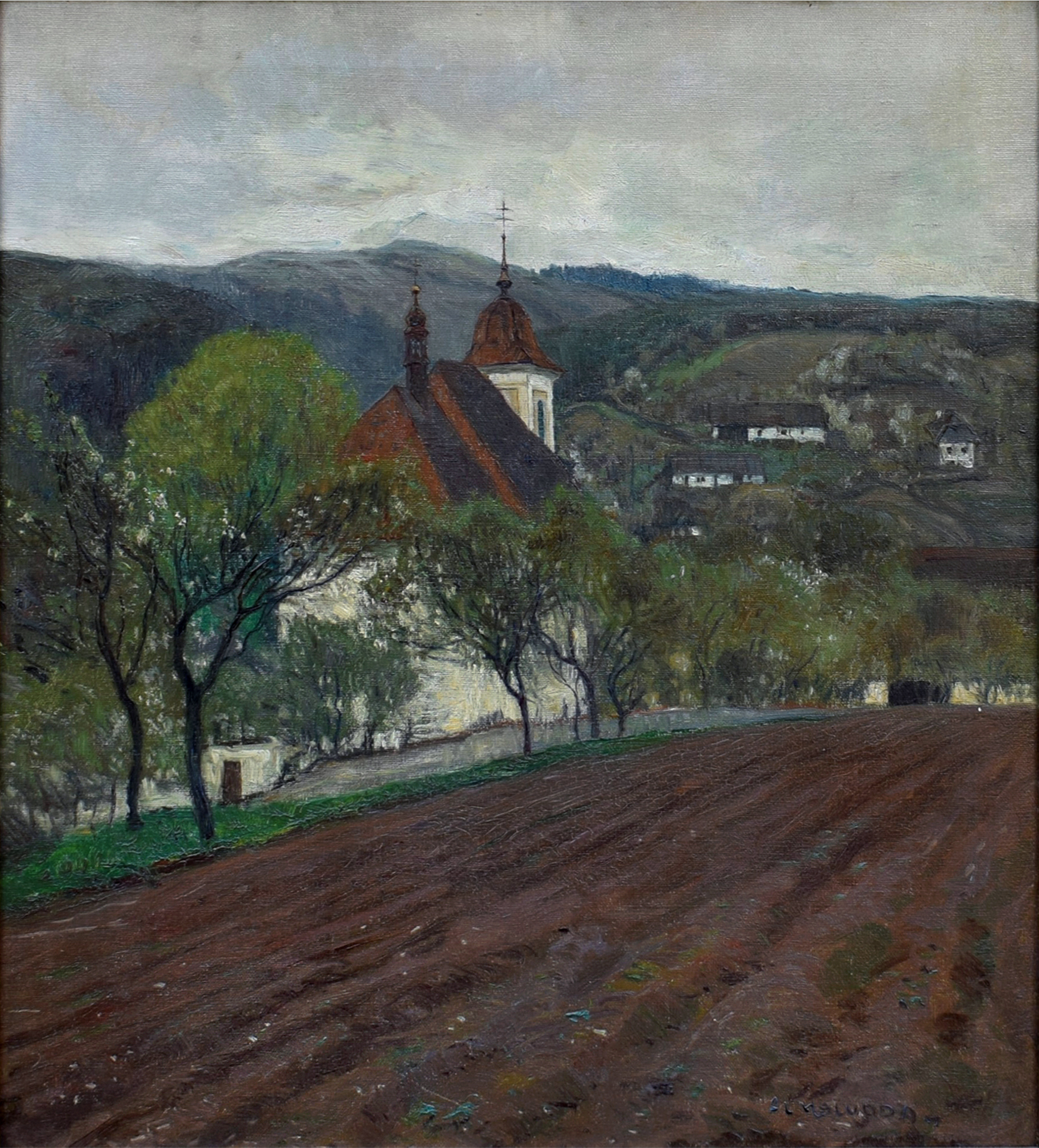
Kerk van Sint Jakobus de Meerdere en akker (1904)
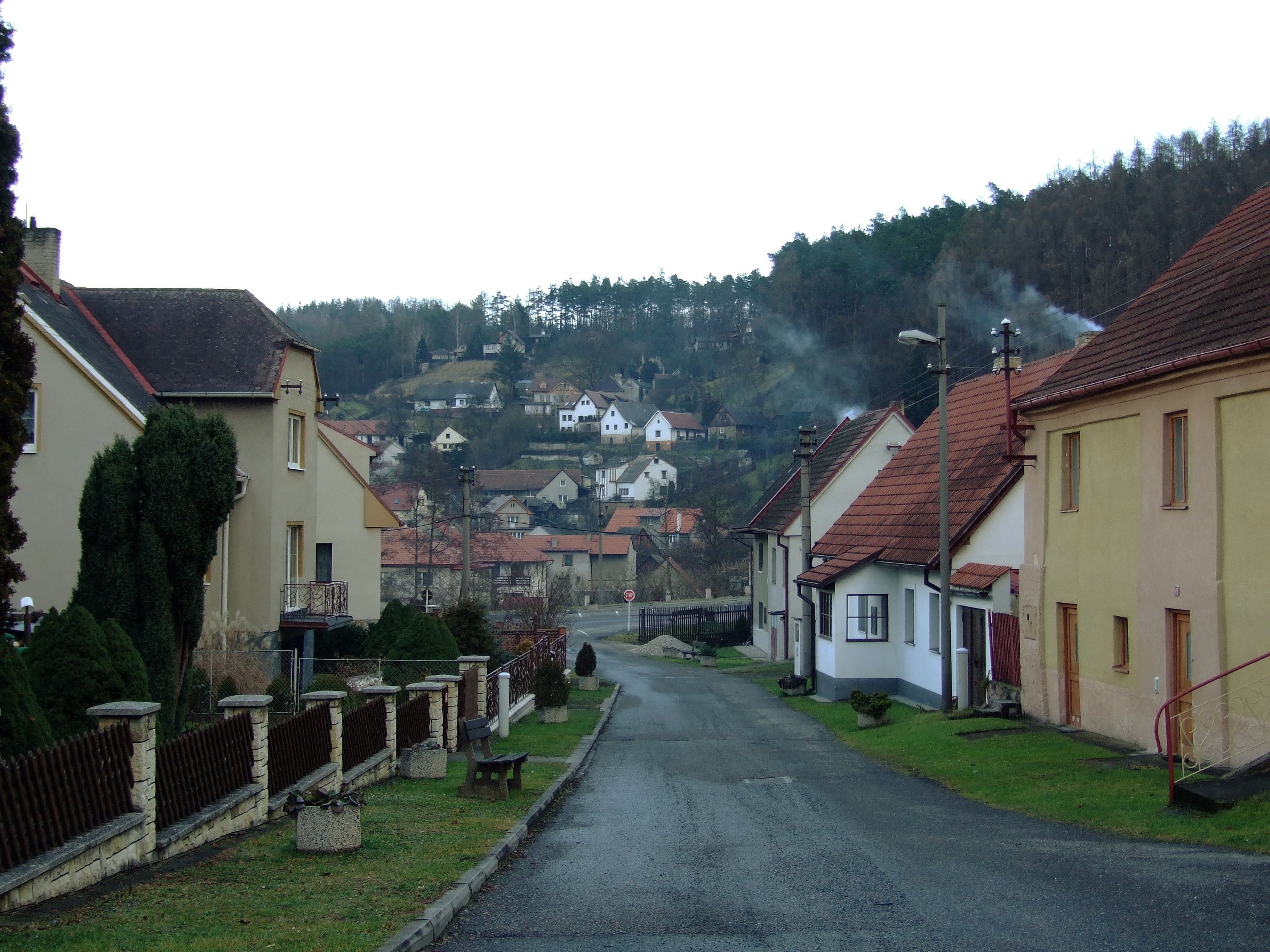
Dorpsstraat
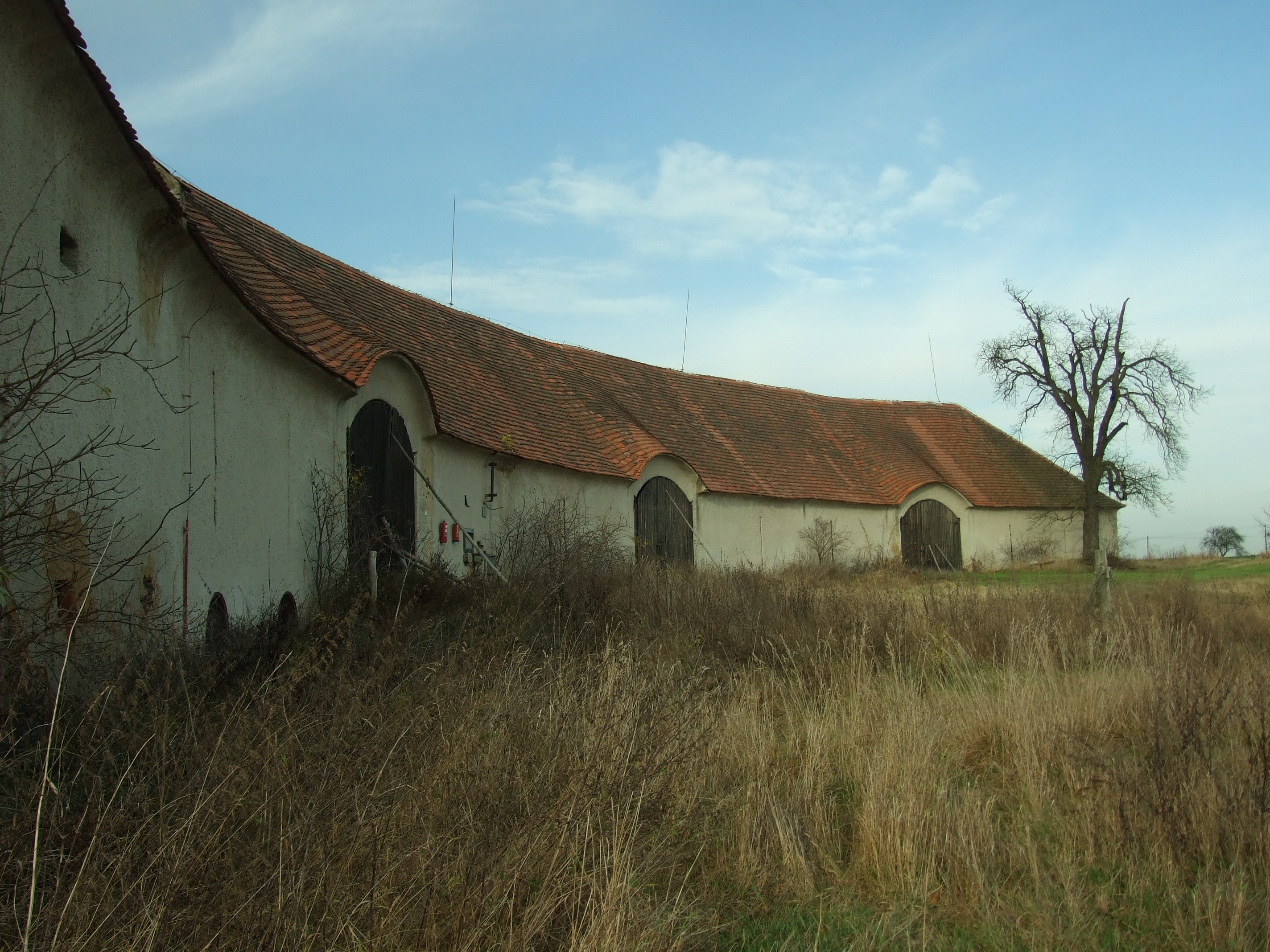
Landgoed Požáry
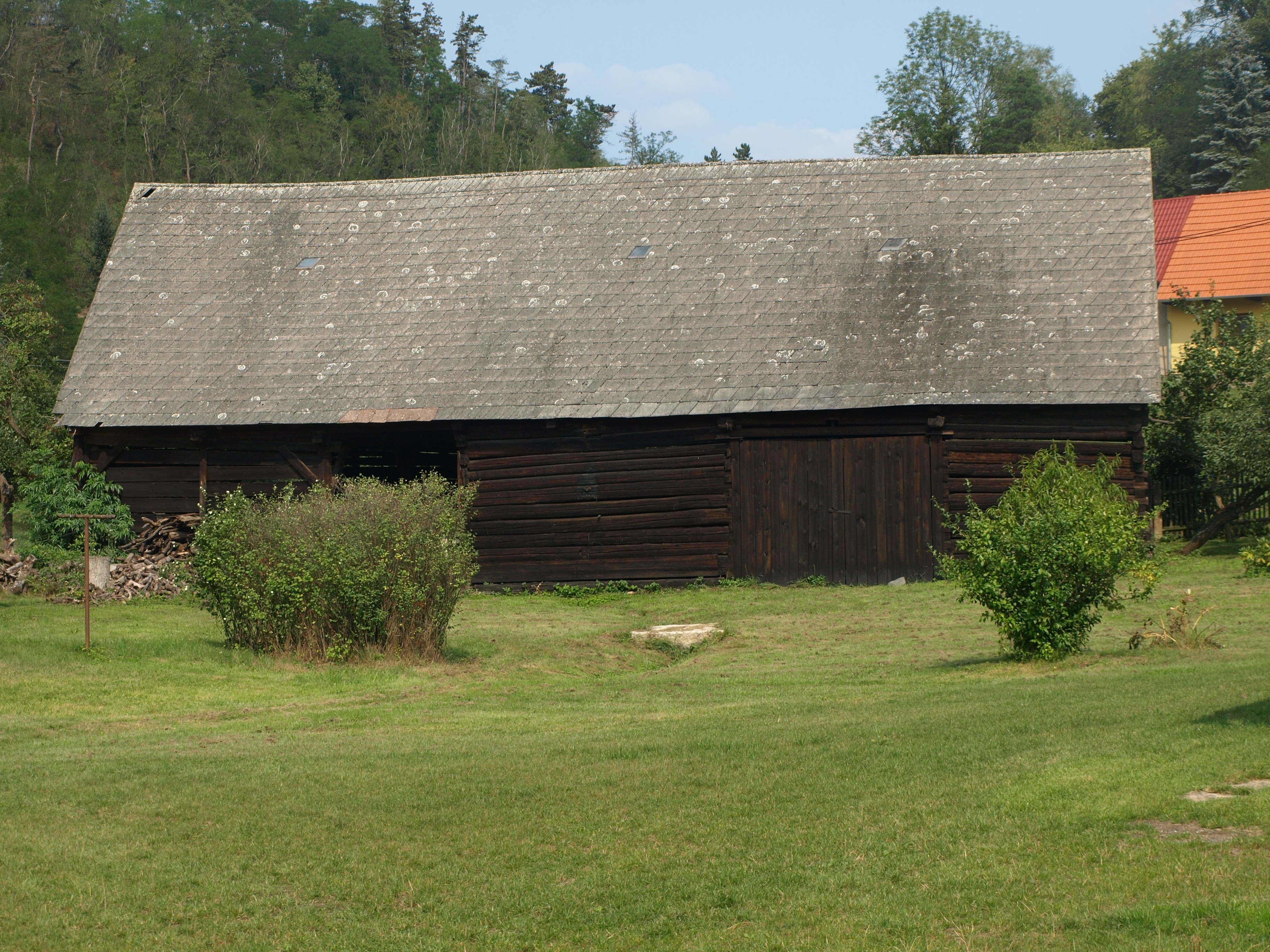
Boerderij in Městečko